# Code vestimentaire

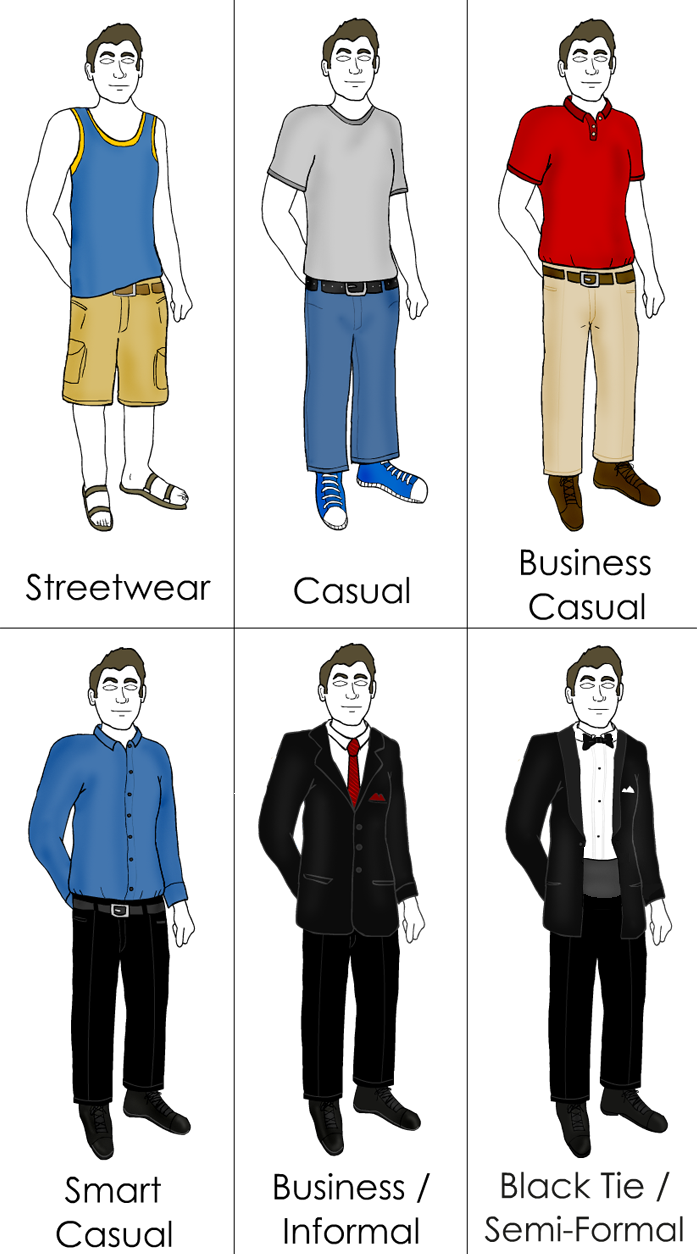
Code vestimentaire masculin dans la culture occidentale.

Le code vestimentaire (souvent également dans sa forme anglicisée dress code) a une signification sociale importante. Il est le plus souvent une norme sociale non-écrite, tacite, mais toutes les sociétés humaines en comportent un qui est compris et adopté par ses membres. Le code adopté peut donner une indication du rang social, de la classe à laquelle la personne appartient, de son occupation (ainsi de la blouse blanche des médecins, la robe noire des avocats ou l'uniforme scolaire pour les élèves), de sa religion, de son statut marital (le port de la bague en Occident).
Outre sa fonction de protection contre les intempéries et de confort, l'habillement comporte donc un message à forte portée sociale, une prétention à être ce que l'on n'est pas forcément et, a contrario, il peut aussi défier le « code » en vigueur, comme pour les punks, se faire le reflet d'un message politique.
Le code vestimentaire approprié pour une soirée est parfois précisé sur le carton d'invitation. Pour une entreprise, il est spécifié, s'il existe, dans le règlement intérieur, en particulier pour le vendredi, jour où les cadres sont autorisés à ne pas porter la cravate, (c'est le « Friday wear », ou « casual Friday »).
Historiquement, les lois somptuaires ont souvent tenté d'imposer ou de spécifier le code vestimentaire en vigueur, interdisant le plus souvent l'usage du luxe aux couches populaires.

## L'habillement comme signifiant
Il est possible de définir un code vestimentaire comme un ensemble de signes permettant de s'intégrer au sein de la société ou au contraire de s'en démarquer. Ainsi la façon de s'habiller peut être un révélateur du genre sexuel, de l'âge, du statut social, de l'activité, ou de la religion par exemple.

### Du sexe
Les hommes et les femmes sont tenus — ou non —, selon les codes en vigueur dans leurs sociétés, de porter des habits qui les différencient nettement. Si la jupe, sauf en cas de travestissement, est interdite aux hommes occidentaux[Quoi ?] (à l'exception notable des Écossais et des evzones grecs), le pantalon porté par les Perses semblait efféminé pour les Grecs.
La masculinité, en Occident, est signifiée par le port du pantalon (jusqu'à il y a peu interdit aux femmes par la loi et par les conventions, abrogé implicitement en France en 2013), de la cravate ; la féminité est signifiée par la jupe ou la robe (sauf pour les ecclésiastiques ou les juges et avocats), par un décolleté.

### De l'âge
Jusqu'à la fin des années 1950, en France, le short était porté par les garçons jusqu'à l'adolescence (les « culottes courtes ») et le pantalon quasiment réservé aux hommes adultes. À la Belle Époque, la longueur de la jupe allait en augmentant avec l'âge de la fillette, passant du dessous du genou jusqu'au mollet puis devant couvrir la cheville de la femme adulte.

### Du statut social
Les exemples des distinctions sociales exhibées par le vêtement sont nombreux, à commencer par la pourpre qui ornait la toge des sénateurs romains. En Chine, seul l'empereur avait le droit de porter la couleur jaune.

### De l'activité
L'uniforme militaire, ou scolaire en Grande-Bretagne, en sont les exemples les plus frappants.

### De la religion
Le turban des Sikhs, la kippa des Juifs, le voile islamique ou le burkini des femmes musulmanes, là encore les exemples foisonnent du port de vêtements distinctifs. Ces signes distinctifs peuvent aussi être imposés, comme pour l'étoile jaune durant la Seconde Guerre mondiale.

### Du statut marital
L'alliance est un signe évident pour les Occidentaux. Les Grecs antiques choisissaient le port du voile pour les épouses et de la barbe pour les maris. En Inde, une femme mariée porte un sindoor, marque rouge sur le front. Largement tombé en désuétude, le « grand deuil » des veufs et des veuves marquait le veuvage.

### De l'orientation sexuelle
Certains codes vestimentaires[précision nécessaire], tacites et reconnus, ont permis aux membres de la communauté homosexuelle de se « reconnaître ».

### Des opinions politiques
Le blue-jeans a été jusqu'aux années 1970 le symbole d'une jeunesse en révolte contre un « ordre bourgeois » étouffant, avant de se banaliser. L'habillement peut se radicaliser pour promouvoir, comme la mode punk, un rejet de la société.

### De la richesse
Les grands couturiers, comme Christian Dior, Yves Saint Laurent, Chanel et les accessoiristes comme Louis Vuitton savent que leurs marques « marquent » non seulement le goût de leurs clientes mais aussi leur richesse. La dominance de la marque et du logo, voyants, se développe dans toutes les couches de la société, plus particulièrement lors des années 1980.
Dans les sociétés plus traditionnelles, c'est le nombre de bijoux qui sert de marqueur d'opulence.

### De la sous-culture
Dans les années 1990 aux Pays-Bas, le code vestimentaire des gabbers est très précis (Nike Air Max, survêtement Cavello, veste Australian) et participe de l'identification sociale des jeunes.

## Aspect légaux
Les lois somptuaires ont tenté, à maintes reprises et dans maints endroits, de réguler qui pouvait porter quoi - en particulier en restreignant l'usage des soieries, des velours, de la pourpre, des dentelles et autres tissus luxueux et chers.
La décence, autrement dit l'obligation de porter des vêtements - et dans quelles circonstances - est le plus souvent strictement définie et l'indécence sévèrement punie. Le nudisme est ainsi le plus souvent limité à des zones réservées.
Dans certains pays musulmans comme l'Iran ou l'Arabie saoudite, le code vestimentaire islamique impose le port d'un voile noir « couvrant » le corps des femmes et cachant leurs cheveux.